# John Thomas
Dr. John Thomas, född 12 april 1805, död 5 mars 1871, var en anglosaxisk teolog, icke-trinitarier och grundare av kristadelfianerna.
Thomas var född och uppvuxen i London. Hans far var pastor och John grubblade själv som ung över olika trosfrågor. Som ung läkarstuderande skrev han böcker i vilka han framförde tanken om ett liv efter detta, i vilket kroppen och själen skulle skiljas åt.
På 1830-talet fick han jobb som skeppsläkare på ett fartyg. Efter att ha varit nära ett skeppsbrott lovade han att ta reda på sanningen om livet och Gud, om han bara överlevde.
Thomas slog sig ner i Ohio i USA där han kom i kontakt med den snabbt framväxande reformationsrörelsen. Genom dem blev han övertygad om det baptistiska dopets bibliska grund och lät 1832 döpa sig. Thomas uppmuntrades av rörelsens ledare, Alexander Campbell, att verka som förkunnare. I denna egenskap bedrev Thomas väckelsekampanjer runt om i östra USA, tills han slog sig ner i Philadelphia där han den 1 januari 1834 gifte sig med Ellen Hunt. I maj samma år blev Thomas skribent och redaktör för tidskriften Apostolic Advocate. I denna framförde han lärouppfattningar som var kontroversiella inom rörelsen och ledde till en serie debatter mellan Thomas och Campbell. 1837 uteslöts Thomas ur rörelsen men en hel del människor, som kom att dela Thomas uppfattningar, följde honom.
I Illinois kom Thomas att studera Bibeln tillsammans med bröderna Joseph och Benjamin Wilson med bakgrund i samma reformationsrörelse. De kom till liknande uppfattningar i många lärofrågor, som avvisandet av treenighetsläran och militärtjänsten och Thomas fick också döpa bröderna Wilson. Men snart kom de ändå att gå olika vägar, bland annat på grund av läroskillnader rörande den yttersta domen och återuppståndelsen.
1843 träffade Thomas även pastor William Miller, vars adventistiska förkunnelse om Jesu snara återkomst han delade.
1846 höll Thomas en serie predikningar i New York, rörande trettio olika teologiska frågor. Dessa kom senare att samlas i boken Elpis Israel, i vilken staten Israels tillkomst bland annat förutsades. 
1847 döpte Thomas om sig och grundade en egen församling. 1848 reste han till Storbritannien och spred sina läror. Vid återkomsten till USA slog Thomas sig ned i New York. Hans anhängare började nu bli kända under beteckningen Royal Association of Believers.
1861 bröt det amerikanska inbördeskriget ut. Thomas tog avstånd från allt vapenbruk men för att hans anhängare skulle kunna slippa militärtjänst krävdes det att de tillhörde ett erkänt trossamfund. 1864 lät Thomas därför registrera ett trossamfund under det officiella namnet Kristadelfianerna. 
1868 gjorde Thomas ännu en englandsresa. Han reste runt i landet och predikade flitigt bland sina trosfränder, ivrigt assisterad av den engelske kristadelfianen Robert Roberts.
Thomas dog 1871 i New Jersey och begravdes i Brooklyn.